# Phymaturus calcogaster
Phymaturus calcogaster är en ödleart som beskrevs av  Scolaro och CEI 2003. Phymaturus calcogaster ingår i släktet Phymaturus och familjen Tropiduridae. IUCN kategoriserar arten globalt som otillräckligt studerad. Inga underarter finns listade i Catalogue of Life.